# باول غاردنر (سياسي)
باول غاردنر (بالإنجليزية: Paul Gardner)‏ هو سياسي أمريكي، ولد في 1967 في غلين كوف في الولايات المتحدة. حزبياً، نشط في حزب العمال المزارعين الديمقراطيين في مينيسوتا والحزب الديمقراطي. وقد انتخب عضو مجلس نواب مينيسوتا.